# ジェイムズ・スミス (独立宣言署名者)
ジェイムズ・スミス（英:James Smith、1719年頃-1806年7月11日）は、現在のアメリカ合衆国ペンシルベニアの代表としてアメリカ独立宣言に署名した者の一人である。
スミスはアイルランドのアルスター地方で生まれた。スミスが10歳頃に家族はペンシルベニアのチェスター郡に移民してきた。兄のジョージの事務所で法律を学び、ペンシルベニア植民地の法廷弁護士として認められ、当初はシッペンズバーグで、後にヨークの近くで法律実務を行った。そこでは民兵隊の大尉になった。1775年にフィラデルフィアで会されている植民地会議の代議員に、1776年にはペンシルベニア邦憲法制定会議の代議員に指名され、また大陸会議の代表にも選ばれた。このときにアメリカ独立宣言に署名した。1785年にも大陸会議代表に再選されたが、高齢を理由に出席を辞退した。
1806年、死去。ヨークに埋葬されている。
スミスはデラウェア大学の卒業生でもあり、北キャンパスの新しい学生寮にはスミスの名前がつけられている。